# Do (nota)

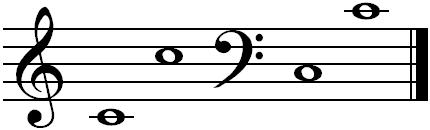
Do

Do en notación latina o C en notación anglosajona, es el nombre de la primera nota musical de la escala diatónica de do mayor. Esta es la única escala mayor que no posee alteraciones y por tanto es considerada la base del sistema tonal.

## Nombre

### C
Antes de la adopción del solfeo se utilizaba la notación alfabética conforme a la cual las notas eran designadas por letras. En este sistema la nota do corresponde a la letra C. En diversos idiomas se mantiene esta denominación.

### Ut
Anteriormente el nombre de esta nota fue ut, que deriva del inicio del primer verso del himno religioso Ut queant laxis, usado por Guido d'Arezzo (992-1050) para nombrar todas las notas musicales. Este Himno a San Juan Bautista fue escrito en el siglo VIII por el historiador lombardo Pablo el Diácono (720-799). En el siglo XI, Guido D'Arezzo tomó el nombre las notas musicales de la notación latina moderna de las primeras sílabas de los versos de este himno. D'Arezzo utilizó la primera sílaba de cada verso, excepto la última: ut, re, mi, fa, sol, la. Siglos más tarde, Anselmo de Flandes introdujo el nombre si para la nota faltante, combinando las iniciales de Sancte Ioannes.
| Nota                       | Texto original en latín                                                                                | Traducción |
| -------------------------- | --- | --- |
| ut - do re mi fa sol la si | Ut queant laxis resonare fibris mira gestorum famuli tuorum solve polluti labii reatum sancte Ioannes. | Para que puedan exaltar a pleno pulmón las maravillas estos siervos tuyos perdona la falta de nuestros labios impuros San Juan. |

### Do
Más adelante, en el siglo XVII, el musicólogo italiano Giovanni Battista Doni sustituyó la nota ut por do, pues esta palabra facilitaba el solfeo por terminar en vocal. Constató que era difícil solfear con la nota ut ya que terminaba en una consonante sorda, tuvo la idea de reemplazarla con la primera sílaba de su propio apellido (do) para facilitar su pronunciación. Otra teoría afirma que quizá provenga del término Dominus, Señor en latín. En Francia todavía se sigue usando ut para algunos términos musicales técnicos o teóricos, por ejemplo trompette en ut (trompeta en do) o clé d'ut (clave de do).

## Altura
| Nombre alemán de las octavas | Notación científica | Notación franco-belga | Notación Helmholtz | Frecuencia (Hz). |
| ---------------------------- | ------------------- | --------------------- | ------------------ | ---------------- |
| Subsubcontraoctava           | C-1                 | do-2                  | C͵͵͵ o ͵͵͵C o CCCC | 8.18             |
| Subcontraoctava              | C0                  | do-1                  | C͵͵ o ͵͵C o CCC    | 16.35            |
| Contraoctava                 | C1                  | do0                   | C͵ o ͵C o CC       | 32.7             |
| Gran octava                  | C2                  | do1                   | C                  | 65.41            |
| Pequeña octava               | C3                  | do2                   | c                  | 130.81           |
| Octava prima                 | C4 (do central)     | do3 (do central)      | c′                 | 261.63           |
| Octava segunda               | C5                  | do4                   | c′′                | 523.25           |
| Octava tercera               | C6                  | do5                   | c′′′               | 1046.5           |
| Octava cuarta                | C7                  | do6                   | c′′′′              | 2093             |
| Octava quinta                | C8                  | do7                   | c′′′′′             | 4186.01          |
| Octava sexta                 | C9                  | do8                   | c′′′′′′            | 8372.02          |
| Octava séptima               | C10                 | do9                   | c′′′′′′′           | 16744.04         |

### Docentral
Las expresiones do central, do medio, do3 o C4 (ver más abajo la sección Índices acústicos) se refieren a la misma nota, que es la nota do3, usada como referencia de altura para la extensión de la mayoría de los instrumentos musicales.
Por convención, desde principios del siglo XX esta nota suena a una frecuencia de 261,625 565 hercios.
Es uno de los tonos más agudos del rango vocal del bajo y uno de los tonos más graves que puede emitir una soprano.
El do central tiene ese nombre porque queda situado exactamente en el medio de la pauta doble, es decir, entre los dos pentagramas que forman el decagrama. Un pentagrama superior en clave de sol y otro por debajo en fa en cuarta. Actualmente, editores musicales y softwares de notación musical son capaces de establecer un espacio grande entre la pauta superior e inferior del sistema de dos pautas, haciendo con que el do central no se localice exactamente entre las dos pautas. Otra característica que el do central posee es que en un sistema de pauta doble se localiza en la pauta superior (clave de sol en la segunda línea) en la primera línea adicional inferior y en la pauta inferior (clave de fa en la cuarta línea), en la primera línea adicional superior.
El término do central también alude al hecho de que esta nota se encuentra en el centro del teclado de un piano. Realmente no está justo en la mitad, pero sí muy cerca. De todos los dos del piano, este es el más cercano al centro. Si tomamos como ejemplo un piano moderno de 88 teclas/notas (52 teclas blancas y 36 teclas negras), ese do central no será la nota central del teclado, pero será la única nota do becuadro de las cinco teclas blancas situadas precisamente en la región central del teclado del piano. La mayoría de piezas para principiantes de piano empiezan por esta nota, porque es la más fácil de reconocer en la partitura y tocándola con el pulgar, pueden tocarse las cinco notas hasta el sol sin tener en cuenta las teclas negras.

#### Representación gráfica
El do central puede aparecer representado siguiendo el orden de la partitura abajo,
- En la clave de sol se sitúa en la primera línea adicional inferior.
- En la clave de do puede estar en la tercera o cuarta línea del pentagrama.
- En la clave de fa se sitúa en la primera línea adicional superior.

Do central en las cuatro claves más usuales. Equivale a 261,6 Hz.

Do central en un teclado de 88 teclas

#### Índices acústicos
Los índices acústicos son diversos sistemas que nos permiten determinar la altura absoluta de los sonidos sin necesidad de recurrir a la notación musical convencional.
La expresión do central es clara para cualquier instrumentista, pero algunos músicos tienden a utilizar ese término para referirse a la nota do que se encuentra en la mitad del registro de su instrumento específico. En la flauta travesera, por ejemplo, el do grave es el do central del piano, por lo que algún flautista puede llamar do central al do de la octava siguiente (523,251 Hz). Esta práctica técnicamente inexacta ha llevado a algunos pedagogos a fomentar la estandarización del nombre do central en los libros instructivos de todos los instrumentos.
- Según el índice acústico científico el do central se llama do4. En este índice los números indican la cantidad de octavas a que se encuentra un sonido dado con respecto al umbral de audibilidad. Así do4 indica que se trata de un do cuatro octavas por encima del umbral. Este sistema se emplea en casi todo el mundo, incluyendo todos los países de América (excepto Argentina), Asia y Europa (salvo Francia y Bélgica).
- Según el índice acústico francobelga el do central se llama do3. Este sistema es usual en Bélgica, en Francia (con excepciones) y algunas regiones de España (excepto Cataluña, entre otros). Su mayor desventaja es que para nombrar notas muy graves requiere el uso de números negativos. Por ejemplo, la nota más grave del órgano que en el sistema internacional se llama do0, en el sistema francobelga es do–1.
- Según el índice acústico de Riemann el do central se llama do5. El musicólogo alemán Hugo Riemann (1849-1919) se vale exclusivamente de este índice en sus trabajos de investigación, como su Historia de la música. Adjudica el número uno al do más grave que el oído puede percibir.